# Yu-Gi-Oh! 7 Trials to Glory: World Championship Tournament 2005
Yu-Gi-Oh! 7 Trials to Glory: World Championship Tournament 2005 is een computerspel voor de Game Boy Advance, gebaseerd op het Yu-Gi-Oh! Ruilkaartspel.

## Gameplay
In het spel kunnen spelers 20 verschillende decks van kaarten samenstellen en hiermee andere spelers uitdagen. Deze andere spelers zijn zowel computergestuurde personages als medespelers. Sommige van de computergestuurde personages zijn overgenomen uit de televisieserie.
Met het winnen van duels kunnen spelers punten verdienen waarmee nieuwe kaarten kunnen worden gekocht.
Naast losse duels bestaan er ook toernooien.